# Stephon Jelks
Stephon Jelks (Marietta (Georgia), 4 de julio de 1996) es un jugador de baloncesto estadounidense que pertenece a la plantilla del BK Levicki Patrioti Levice de la SBL eslovena. Con 1,98 metros de estatura, juega en la posición de alero.

## Trayectoria deportiva

### Universidad
Es un alero formado en North Cobb Christian School de Acworth (Georgia), hasta que en 2014 ingresa en la Universidad Mercer, situada en Macon, Georgia, donde jugaría durante cuatro temporadas la NCAA con los Mercer Bears, dede 2014 a 2018, en las que promedió 8,5 puntos, 6,4 rebotes y 1,5 asistencias por partido.

### Profesional
Tras no ser elegido en el Draft de la NBA de 2018, en la temporada 2018-19 firma por el Korihait de la Korisliiga.
El 7 de agosto de 2019, firma por el MLP Academics Heidelberg de la ProA, la segunda división germana.
En verano de 2020, firma por el Swans Gmunden de la Admiral Basketball Bundesliga, la máxima categoría del baloncesto en Austria, en el que jugaría durante dos temporadas.
El 13 de junio de 2022, firma por el Mitteldeutscher BC de la Basketball Bundesliga.